# 中国琥珀螺
中国琥珀螺（学名：Succinea chinensis）为琥珀螺科琥珀螺属的动物，是中国的特有物种。分布于广东、海南、福建、湖南、湖北、香港、澳门等地，生活环境为陆地，多生活于溪边、树林、农田附近潮湿的杂草丛中以及腐木落叶石块下。